# Junonia nicobariensis
Junonia nicobariensis är en fjärilsart som beskrevs av Felder 1862. Junonia nicobariensis ingår i släktet Junonia och familjen praktfjärilar. Inga underarter finns listade i Catalogue of Life.